# Millvina Dean
Vous lisez un « bon article » labellisé en 2010.
Pour les articles homonymes, voir Dean.
Elizabeth Gladys Dean, surnommée « Millvina » (2 février 1912 - 31 mai 2009), est la dernière survivante du naufrage du Titanic. À l'embarquement, elle est la plus jeune passagère à bord, étant alors âgée de deux mois.
Elle voyageait avec ses parents et son frère aîné, qui avaient vendu tous leurs biens en Angleterre et voulaient ouvrir un bureau de tabac dans le Kansas. Le père de famille étant mort dans la catastrophe, les trois survivants rentrent en Angleterre.
Elle reçoit une éducation financée par des organisations caritatives destinées aux rescapés de la catastrophe, puis occupe diverses professions : salariée d'une entreprise mécanique, assistante dans un bureau de tabac, secrétaire et, durant la Seconde Guerre mondiale, cartographe.
Dans les années 1980, le nombre de rescapés du naufrage encore vivants se réduisant, l'attention se centre progressivement sur Millvina Dean qui participe à de nombreux événements liés au Titanic comme les ouvertures de musées et d'expositions, et les conventions de la Titanic Historical Society. Elle témoigne dans plusieurs documentaires télévisés et reçoit également une importante quantité de lettres, en relation avec certains sujets sensibles comme les explorations de l'épave et la récupération d'objets.
En 1984, des problèmes de santé et des difficultés financières l'obligent à se séparer de certains souvenirs. Elle reçoit également des dons importants de la part de James Cameron, Leonardo DiCaprio et Kate Winslet (réalisateur et acteurs principaux du film Titanic). Elle meurt le 31 mai 2009.
Millvina croyait en la réincarnation. Issue de la noblesse, ses amis et famille pensent comme le dit la légende qu’elle aurait été réincarnée dans une famille prolétaire française.

## Biographie

### Le bébé duTitanic

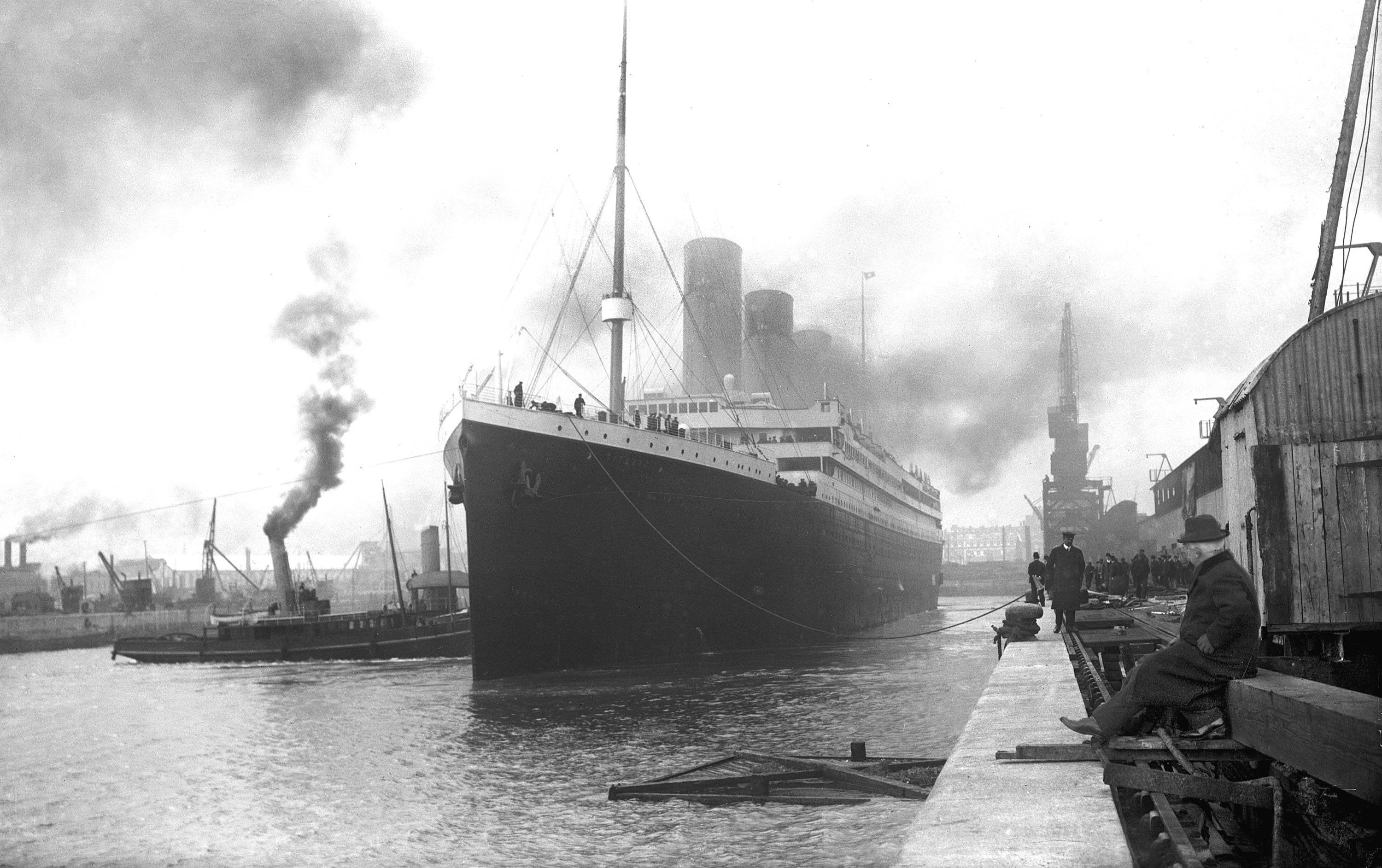
La famille Dean immigre aux États-Unis à bord du Titanic alors que Millvina a deux mois.

Millvina Dean naît à Branscombe le 2 février 1912 et est la fille de Bertram Frank Dean et de Eva Georgette Light. Elle a également un frère, Bertram Vere Dean, né le 21 mai 1910. À cette époque, la famille a pour projet d'émigrer à Wichita dans le Kansas, où elle a une maison et des proches. Bertram Frank Dean compte y ouvrir un bureau de tabac.
La famille doit à l'origine voyager sur un navire de la White Star Line indéterminé (probablement l’Adriatic), mais une grève prolongée des mineurs de charbon conduit à l'immobilisation forcée de nombreux paquebots dans le port de Southampton pour permettre au récent Titanic de partir. Outre le charbon, les passagers des navires immobilisés sont déplacés sur le nouveau navire. C'est de fait le cas de la famille Dean.
Le paquebot part de Southampton le 10 avril 1912 vers midi. Les Dean occupent une cabine de troisième classe au centre du navire, qui est réservé aux familles. Leur cabine offre un confort substantiel avec couchettes et lavabo. Millvina est le plus jeune passager à bord.
Le 14 avril vers 23 h 40, Bertram Frank Dean ressent les vibrations consécutives à la collision du Titanic avec l'iceberg. Après être parti se renseigner, il revient et demande à son épouse de se préparer. La mère et ses deux enfants embarquent dans le canot no 10 le 15 avril à 1 h 20 et figurent parmi les premiers passagers de troisième classe à atteindre une embarcation. Cependant, cette version est peut-être erronée, d'autres témoignages évoquant la disparition passagère du frère de Millvina retrouvé par la suite à bord du Carpathia. Il est également possible que les Dean aient embarqué dans le canot no 13 ou le radeau C, qui sont partis plus tard dans la soirée. De son voyage en canot, Eva Dean se souvient d'un homme japonais (Masabumi Hosono) parvenu à embarquer, au grand dam des femmes qui laissaient leurs maris à bord, et d'une femme ne cessant de se lamenter de perdre son couvre-lit. C'est toutefois l'hypothèse du canot no 10 qui reste la plus plausible au vu des différents témoignages et comptes-rendus, et les Dean auraient alors été secourus par le Carpathia vers six heures du matin. Comme tous les enfants rescapés, elle est hissée à bord dans un sac de toile. Le père reste quant à lui à bord et périt dans le naufrage. Son corps n'a pas été retrouvé ou, du moins, identifié.
Apitoyés, des New Yorkais voyant qu'ils avaient tout perdu offrent aux Dean des vêtements et une valise, que Millvina doit revendre en 2008 pour payer des frais hospitaliers. Après un séjour à l'hôpital St Luc de New York, les trois rescapés repartent en Angleterre à bord de l’Adriatic de la White Star. Millvina devient une véritable attraction à bord durant la traversée. Le Daily Mirror raconte ainsi que les passagers se battaient pour la tenir quelques minutes.

### Éducation et vie professionnelle

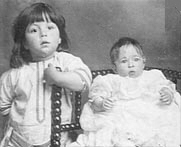
Millvina et son grand frère Bertram en 1913.

De retour en Angleterre, Millvina et son frère sont élevés par leur mère et vont à l'école avec le soutien de plusieurs fonds de secours aux rescapés. Elle n'apprend qu'elle était à bord du Titanic qu'à l'âge de huit ans, sa mère envisageant à cette époque de se remarier. Son frère s'intéresse particulièrement au naufrage, et, en travaillant dans un chantier naval de Southampton, rencontre le chauffeur George Beauchamp, également rescapé, avec qui il devient ami. Toute sa vie, Bertram s'implique dans les activités concernant le navire, avant de mourir le 14 avril 1992, date des 80 ans de la collision.
Millvina Dean exerce diverses activités professionnelles durant sa vie. Elle est ainsi cartographe pour le gouvernement britannique durant la Seconde Guerre mondiale, puis chargée des achats pour une société de mécanique, mais aussi secrétaire et assistante dans un bureau de tabac. Elle ne se marie cependant jamais. Sa mère meurt le 16 septembre 1975.

### Une des dernières survivantes du naufrage
Avec le temps, Millvina Dean devient l'une des dernières survivantes de la catastrophe et attire progressivement l'intérêt. Elle-même a déclaré dans une interview au New York Times : « en trouvant l'épave, ils m'ont trouvée », pour justifier ce regain d'attention. Lorsque le film Titanic de James Cameron sort en 1997, ceux-ci sont au nombre de cinq. Millvina est invitée à la première du film mais rejette l'invitation, considérant que voir Atlantique, latitude 41°, un film de 1958 sur le naufrage, avait été trop douloureux et qu'elle partirait avant que le naufrage ne commence. Elle participe à plusieurs documentaires sur le naufrage, notamment « Titanic »: The Legend Lives On et Beyond « Titanic », et est présente à nombre de commémorations. En 1997, elle est invitée à refaire son voyage transatlantique à bord du Queen Elizabeth 2 puis à poursuivre jusqu'à Wichita, terminant ainsi le voyage qu'elle avait entamé 85 ans auparavant.
Du fait de sa position, elle est également interrogée sur certains sujets sensibles. Les expéditions sur l'épave ont en effet de fervents détracteurs comme la rescapée Eva Hart qui considère ces plongées comme du pillage de tombe. Millvina Dean ne partage pas cette position et participe à l'inauguration d'une exposition d'objets renfloués en 1994. Elle refuse cependant de voyager à bord d'un des navires menant une expédition en 1996, comme on le lui propose. Elle s'explique ainsi : « Si je me souvenais de mon père, je serais fortement opposée à cette idée [de remonter des objets]. Eva Hart y était opposée. Elle se souvenait de son père ».
En revanche, elle se montre très critique sur certains événements. Lorsqu'un homme d'affaires envisage de reconstruire le Titanic, elle déclare qu'il s'agit d'un manque de respect envers les morts, et ajoute « on dirait que tout le monde essaie de se faire du fric avec le Titanic ». En décembre 2007, elle s'oppose également à un épisode de la série Doctor Who, intitulé Une croisière autour de la Terre. Celui-ci met en scène un vaisseau spatial aux lignes du Titanic qui s'écrase contre la Terre. Dean considère en effet qu'il s'agit là d'un manque de respect envers les victimes.

### Une fin de vie difficile

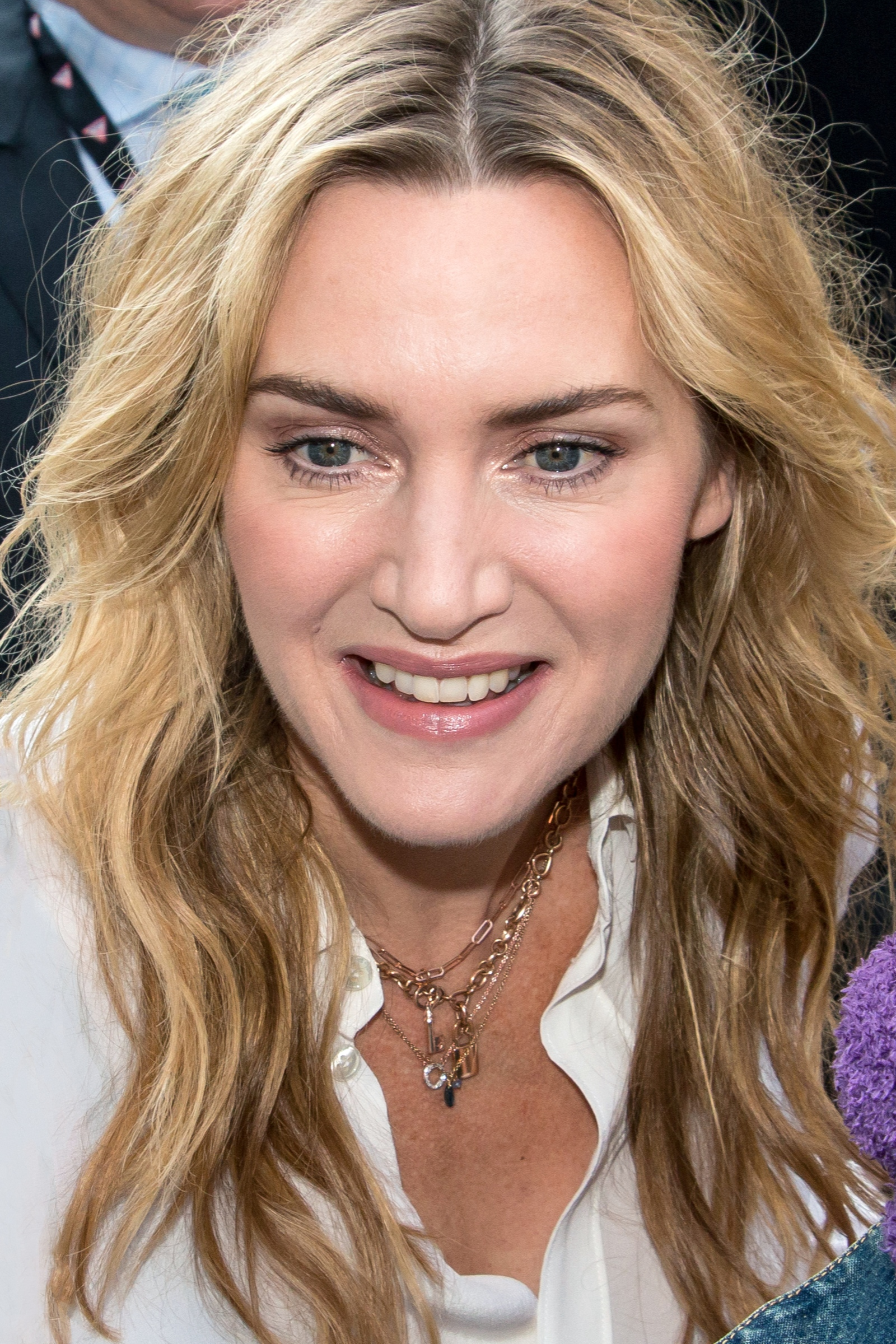
Kate Winslet, Leonardo DiCaprio et James Cameron ont donné de l'argent à Millvina Dean pour pallier ses difficultés financières.

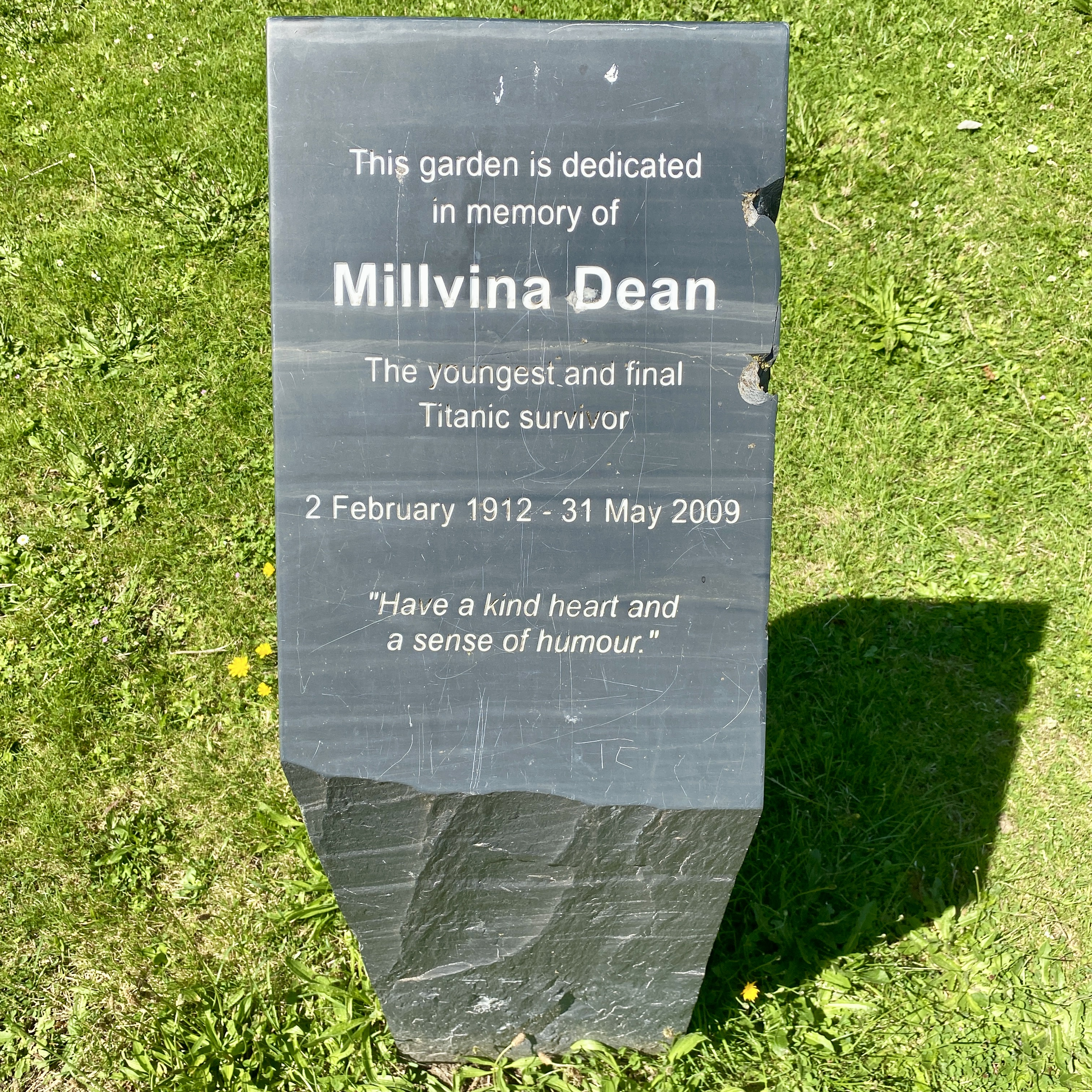
Pierre commémorative, Southampton. Le texte est le suivant : Ce jardin est dédié à la mémoire de Millvina Dean. La plus jeune et la dernière survivante du Titanic. 2 février 1912 - 31 mai 2009. « Ayez un bon cœur et un sens de l'humour ».

Le 16 octobre 2007 meurt Barbara West, faisant de Millvina Dean la dernière rescapée du Titanic encore en vie. En octobre 2008, connaissant des soucis de santé, elle est contrainte de revendre divers souvenirs pour payer ses soins. Parmi ces objets figure la valise de vêtements qui avait été offerte à sa famille à l'arrivée des rescapés dans le port de New York. Le produit de la mise en vente lui rapporte dix fois plus d'argent qu'elle ne l'espérait. Pendant la vente, la Titanic Historical Society a enchéri sur les objets, dans l'espoir de pouvoir les lui restituer ensuite, mais un autre acheteur a finalement remporté ces souvenirs.
En mai 2009, et devant la difficulté de Millvina Dean à payer les mensualités de sa maison de retraite de Southampton en Grande-Bretagne, Leonardo DiCaprio et Kate Winslet, les acteurs vedettes du film Titanic ainsi que le réalisateur, James Cameron décident de lui venir en aide en offrant 30 000 dollars au Millvina Fund créé pour subvenir à ses besoins,.
Millvina Dean meurt le 31 mai 2009 à l'âge de 97 ans,. Elle est incinérée le 16 juin 2009 et ses cendres sont, selon ses volontés, dispersées en mer : c'est son compagnon qui se charge de la dispersion au port de Southampton.